# Fiordo di Franz Josef
Il fiordo di Franz Josef (danese Kejser Franz Joseph Fjord o Franz Josef Fjord, letteralmente fiordo dell'imperatore Francesco Giuseppe) è un fiordo della Groenlandia di 200 km. Si trova a 73°30'N 24°00'O; è situato nel Parco nazionale della Groenlandia nordorientale, fuori da qualsiasi comune.